# Leimbach (Haut-Rhin)
Pour les articles homonymes, voir Leimbach.
Leimbach (prononcé [laimbak]  ; en alémanique Laimbàch) est une commune française située dans l'aire d'attraction de Mulhouse et faisant partie de la collectivité européenne d'Alsace (circonscription administrative du Haut-Rhin), en région Grand Est.
Cette commune se trouve dans la région historique et culturelle d'Alsace.
Ses habitants sont appelés les Leimbachois.

## Géographie
Leimbach est située à 350 m d'altitude, elle fait partie du canton de Cernay et de l'arrondissement de Thann-Guebwiller. Le village est situé au sud-ouest de Thann dans un petit vallon, au pied d'une colline, le Kürenburg, sur le ruisseau du Leimbaechle.
C'est une des 188 communes du parc naturel régional des Ballons des Vosges.
|             | Thann    | Vieux-Thann    |
| Rammersmatt | Leimbach | Aspach-le-Haut |
|             | Roderen  |                |

### Géologie et relief
La commune est située sur le bassin houiller stéphanien sous-vosgien.

### Hydrographie
La commune est dans le bassin versant du Rhin au sein du bassin Rhin-Meuse. Elle n'est drainée par aucun cours d'eau,.

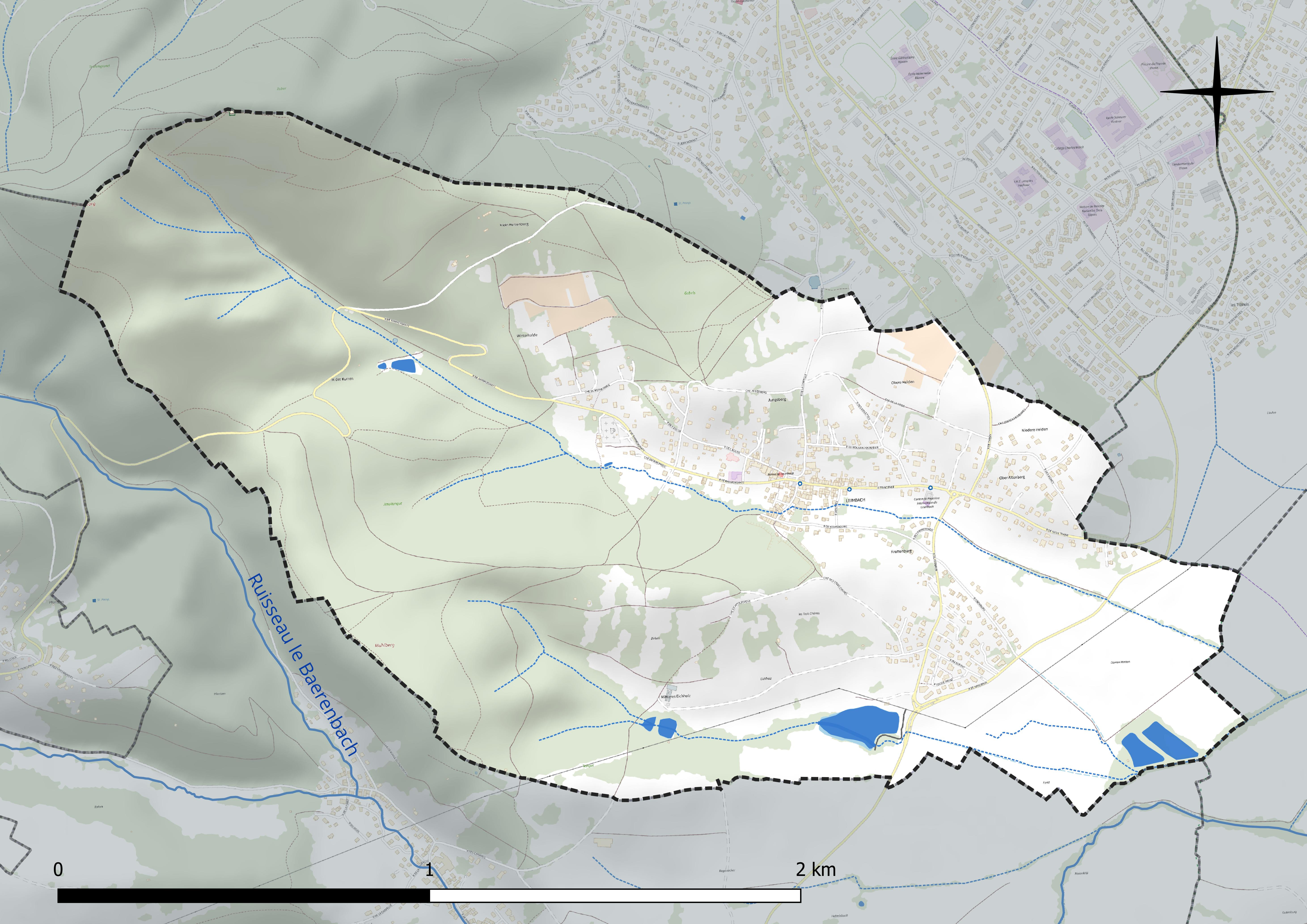
Réseau hydrographique de Leimbach.

### Climat
Pour des articles plus généraux, voir Climat du Grand Est et Climat du Haut-Rhin.
En 2010, le climat de la commune est de type climat des marges montargnardes, selon une étude du Centre national de la recherche scientifique s'appuyant sur une série de données couvrant la période 1971-2000. En 2020, Météo-France publie une typologie des climats de la France métropolitaine dans laquelle la commune est exposée à un climat semi-continental et est dans la région climatique  Vosges, caractérisée par une pluviométrie très élevée (1 500 à 2 000 mm/an) en toutes saisons et un hiver rude (moins de 1 °C). 
Pour la période 1971-2000, la température annuelle moyenne est de 10 °C, avec une amplitude thermique annuelle de 17,4 °C. Le cumul annuel moyen de précipitations est de 967 mm, avec 10,7 jours de précipitations en janvier et 10,3 jours en juillet. Pour la période 1991-2020, la température moyenne annuelle observée sur la station météorologique de Météo-France la plus proche, « Bits.-lès-Thann », sur la commune de Bitschwiller-lès-Thann à 4 km à vol d'oiseau, est de 10,0 °C et le cumul annuel moyen de précipitations est de 1 309,4 mm. 
La température maximale relevée sur cette station est de 38,9 °C, atteinte le 7 août 2015 ; la température minimale est de −19,5 °C, atteinte le 12 janvier 1987,,. 
Les paramètres climatiques de la commune ont été estimés pour le milieu du siècle (2041-2070) selon différents scénarios d'émission de gaz à effet de serre à partir des nouvelles projections climatiques de référence DRIAS-2020. Ils sont consultables sur un site dédié publié par Météo-France en novembre 2022.

## Urbanisme

### Typologie
Au 1er janvier 2024, Leimbach est catégorisée petite ville, selon la nouvelle grille communale de densité à sept niveaux définie par l'Insee en 2022.
Elle appartient à l'unité urbaine de Thann-Cernay, une agglomération intra-départementale regroupant neuf  communes, dont elle est une commune de la banlieue,,. Par ailleurs la commune fait partie de l'aire d'attraction de Mulhouse, dont elle est une commune de la couronne,. Cette aire, qui regroupe 132 communes, est catégorisée dans les aires de 200 000 à moins de 700 000 habitants,.

### Occupation des sols
L'occupation des sols de la commune, telle qu'elle ressort de la base de données européenne d’occupation biophysique des sols Corine Land Cover (CLC), est marquée par l'importance des forêts et milieux semi-naturels (51,5 % en 2018), une proportion identique à celle de 1990 (51,5 %). La répartition détaillée en 2018 est la suivante : 
forêts (51,5 %), zones agricoles hétérogènes (24,2 %), terres arables (12,9 %), zones urbanisées (11,4 %). L'évolution de l’occupation des sols de la commune et de ses infrastructures peut être observée sur les différentes représentations cartographiques du territoire : la carte de Cassini (XVIIIe siècle), la carte d'état-major (1820-1866) et les cartes ou photos aériennes de l'IGN pour la période actuelle (1950 à aujourd'hui).

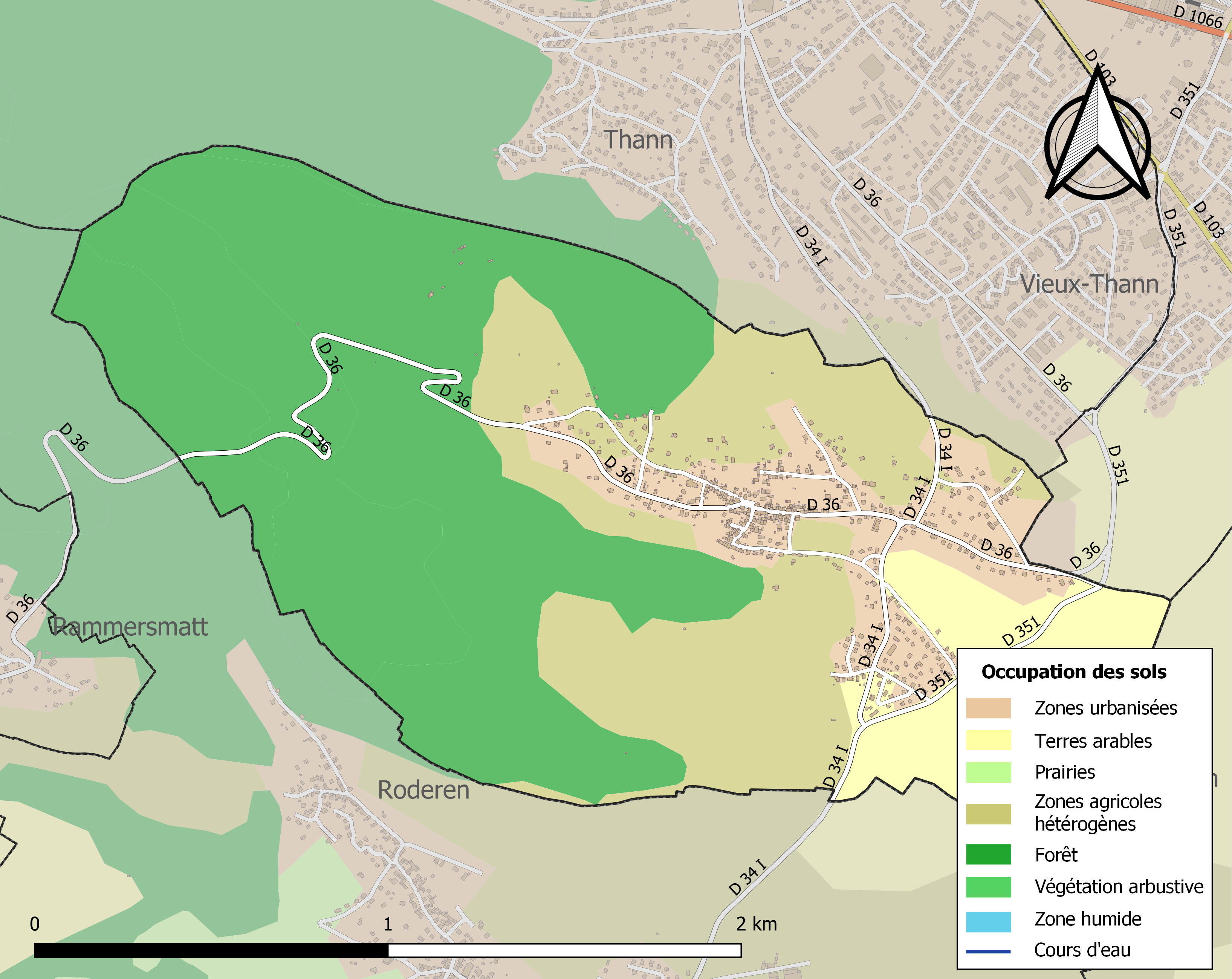
Carte des infrastructures et de l'occupation des sols de la commune en 2018 (CLC).

### Lieux-dits, hameaux et écarts
- Kurrenweg ;
- Jesuitgut ;
- Mülhberg ;
- Birken ;
- Gabels ;
- Jungeberg.

## Toponymie
- Leymbach, 1323 ;
- Leimbach, 1361 ;
- Leinpach, 1520 ;
- Leimbach, 1544.

L'origine du nom du village semble provenir de l'ancien haut allemand (althochdeutsch) Leim = argile et de Bach = ruisseau. La première mention du village remonte à l'année 1182.

## Histoire
Leimbach fit partie jadis des terres des comtes de Ferrette, puis des Habsbourg et était inféodé à la commune de Hohenrodern de la seigneurie de Thann avec les villages qui la composaient - Leimbach, Rammersmatt, Hohenrodern et Otzenwiller. Le village fut incorporé à Thann en 1361 et 1368 du point de vue juridique et fiscal. Ses habitants furent élevés au droit de bourgeoisie. Les couvents d'Oelenberg, Lucelle, Saint-Ursanne et Granvalle y possédaient des biens.
La commune a été décorée le 17 mars 1922 de la croix de guerre 1914-1918.

## Politique et administration

### Élections municipales et communautaires

#### Liste des maires
| Période                                  | Période                | Identité                           | Étiquette | Qualité                                                  |
| ---------------------------------------- | ---------------------- | ---------------------------------- | --------- | -------------------------------------------------------- |
| Les données manquantes sont à compléter. |                        |                                    |           |                                                          |
| août 1848                                | avril 1864             | Jean-Adam Fallecker (1808-1864)    |           | Propriétaire vigneron                                    |
| juillet 1864                             | 1877                   | Antoine Neeff                      |           |                                                          |
| 1877                                     | 1882                   | Armand Neeff                       |           |                                                          |
| août 1882                                | 1908                   | Thiébaut Hummel                    |           |                                                          |
| octobre 1908                             | avril 1923 (démission) | Blaise Foltzer                     |           | Conseiller d'arrondissement (1919 → 1928)                |
| avril 1923                               | 1941                   | Adolphe Joseph Kieffer (1884-1955) |           | Cultivateur                                              |
| 1941                                     | 1944                   | Joseph Humbel                      |           |                                                          |
| juin 1945                                | 1951                   | Joseph Diesel                      |           |                                                          |
| décembre 1951                            | mars 1971              | Georges Neff (1914-2010)           |           | Maire honoraire                                          |
| mars 1971                                | mars 1977              | Fernand Mura                       |           |                                                          |
| mars 1977                                | juin 1995              | Marcel Claerr                      |           | Maire honoraire                                          |
| juin 1995                                | février 2000 (décès)   | Jean Fischer (1931-2000)           |           |                                                          |
| 2000                                     | mars 2001              | Jean-Claude Lienert                |           |                                                          |
| mars 2001                                | mars 2008              | Claude Welcklen                    |           | Retraité                                                 |
| mars 2008                                | mai 2020               | René Kippelen                      |           | Retraité, maire honoraire Adjoint au maire (2001 → 2008) |
| mai 2020                                 | En cours               | Philippe Ziegler                   |           | Major de gendarmerie retraité, ancien premier adjoint    |

### Finances communales
En 2015, le budget de la commune était constitué ainsi :
- total des produits de fonctionnement : 457 000 €, soit 533 € par habitant ;
- total des charges de fonctionnement : 364 000 €, soit 425 € par habitant ;
- total des ressources d'investissement : 370 000 €, soit 432 € par habitant ;
- total des emplois d'investissement : 561 000 €, soit 655 € par habitant ;
- endettement : 71 000 €, soit 83 € par habitant.

## Population et société

### Démographie
L'évolution du nombre d'habitants est connue à travers les recensements de la population effectués dans la commune depuis 1793. Pour les communes de moins de 10 000 habitants, une enquête de recensement portant sur toute la population est réalisée tous les cinq ans, les populations de référence des années intermédiaires étant quant à elles estimées par interpolation ou extrapolation. Pour la commune, le premier recensement exhaustif entrant dans le cadre du nouveau dispositif a été réalisé en 2004.

En 2022, la commune comptait 928 habitants, en évolution de +5,82 % par rapport à 2016 (Haut-Rhin : +0,66 %, France hors Mayotte : +2,11 %).
| 1793 | 1800 | 1806 | 1821 | 1831 | 1836 | 1841 | 1846 | 1851 |
| ---- | ---- | ---- | ---- | ---- | ---- | ---- | ---- | ---- |
| 373  | 432  | 443  | 411  | 570  | 662  | 623  | 646  | 678  |

| 1856 | 1861 | 1866 | 1871 | 1875 | 1880 | 1885 | 1890 | 1895 |
| ---- | ---- | ---- | ---- | ---- | ---- | ---- | ---- | ---- |
| 685  | 673  | 669  | 659  | 662  | 677  | 672  | 678  | 683  |

| 1900 | 1905 | 1910 | 1921 | 1926 | 1931 | 1936 | 1946 | 1954 |
| ---- | ---- | ---- | ---- | ---- | ---- | ---- | ---- | ---- |
| 708  | 745  | 746  | 541  | 554  | 601  | 566  | 588  | 550  |

| 1962 | 1968 | 1975 | 1982 | 1990 | 1999 | 2004 | 2006 | 2009 |
| ---- | ---- | ---- | ---- | ---- | ---- | ---- | ---- | ---- |
| 557  | 554  | 656  | 716  | 734  | 740  | 813  | 827  | 833  |

| 2014 | 2019 | 2022 | - | - | - | - | - | - |
| ---- | ---- | ---- | - | - | - | - | - | - |
| 849  | 909  | 928  | - | - | - | - | - | - |

## Économie

### Agriculture
La viticulture se développe dans la commune à partir du Moyen Âge et représente 48% des revenus de la commune en 1826. La surface dédiée à la viticulture atteint son maximum en 1899 avec 42 ha. Elle est réduite à 20 ha à la fin du XXe siècle, mais le vignoble de Leimbach bénéficie depuis le 3 décembre 1990 d’un classement en appellation d’origine contrôlée et est attesté depuis le 24 septembre 1993 comme étant la limite sud du vignoble alsacien. En 2004, il restait sept vignerons en activité dans la commune.

### Revenus de la population et fiscalité
En 2015, les taux de fiscalité sont les suivants :
- taxe d'habitation : 9,45 % ;
- taxe foncière sur les propriétés bâties : 12,91 % ;
- taxe foncière sur les propriétés non bâties : 101,16 % ;
- taxe additionnelle à la taxe foncière sur les propriétés non bâties : 0,00 % ;
- cotisation foncière des entreprises : 0,00 %.

## Culture locale et patrimoine

### Lieux et monuments

#### Église Saint-Blaise
Située à la sortie du village en direction de Rammersmatt, il ne subsiste juste encore que quelques vestiges épars, dont le portail de style roman. Citée officiellement dans un document de l'année 1302, l'église semble en tout cas plus ancienne, comme l'attestent des fouilles archéologiques faites sur place et la présence du portail ouest de style roman. Vers 1468, les Suisses saccagent le village et l'église, mais celle-ci sera reconstruite. Lors du soulèvement paysan en 1525, l'église est de nouveau détruite. Avec la guerre de Trente Ans, l'église est à nouveau détruite, puis reconstruite. À la veille de la Révolution, l'université de Fribourg qui a pris la suite des Jésuites du couvent de l'Oelenberg, fait quelques travaux dans le chœur et la tour de l'église. Mais ces travaux furent entravés par la Révolution. En 1835, l'église est équipée d'un orgue installé par le facteur d'orgue Herissé qui sera remanié quelques années plus tard par Callinet. Durant la Première Guerre mondiale, le 17 décembre 1917, l'église est touchée par plusieurs obus et détruite par un incendie. Reconstruite dès 1920, l'église est finalement implantée sur un autre lieu puis consacrée le 14 août 1927 sous le patronage de saint Blaise.
L'orgue de la nouvelle église a été réalisé en 2000 par Claude Jaccard.

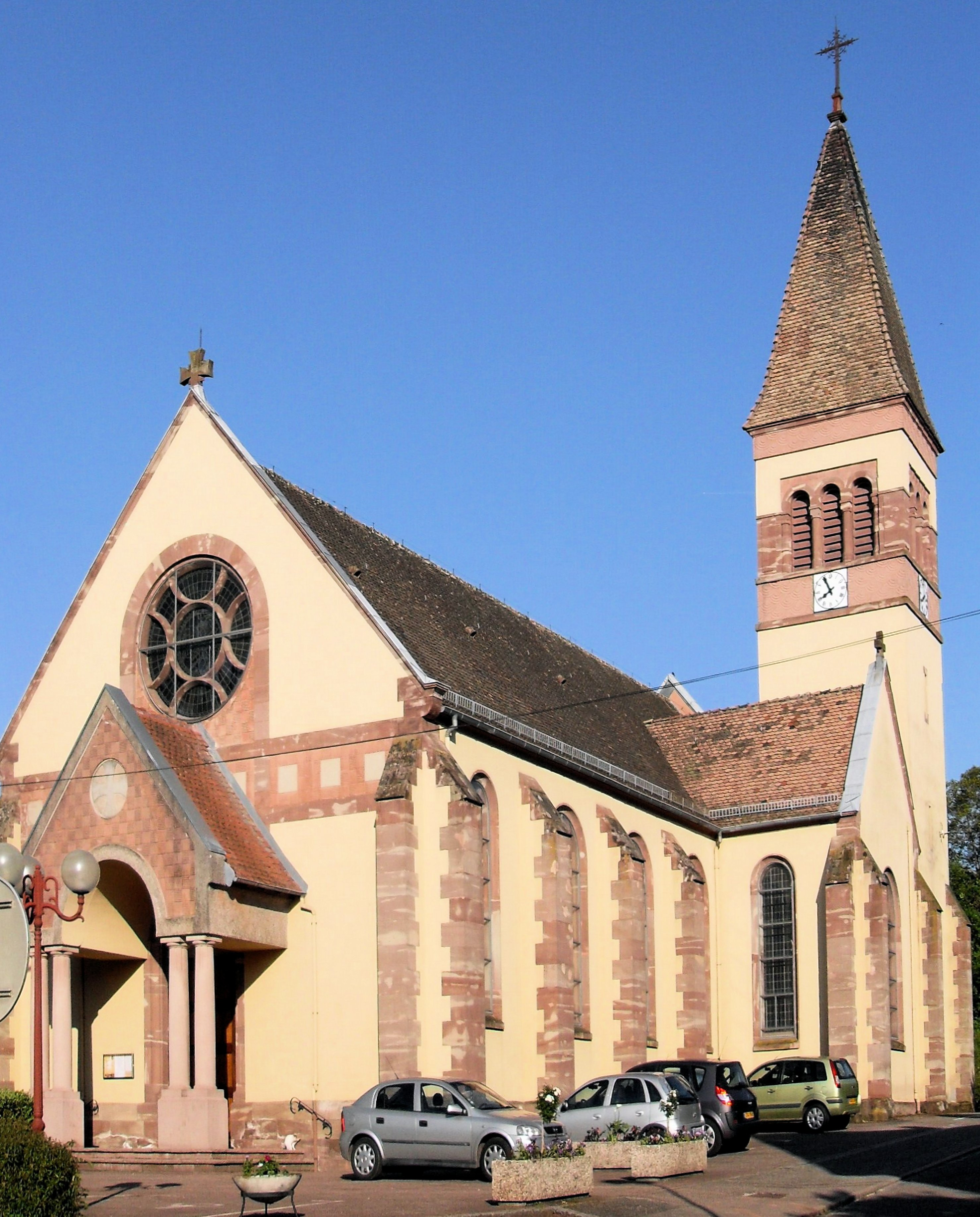
Nouvelle église de Saint-Blaise.
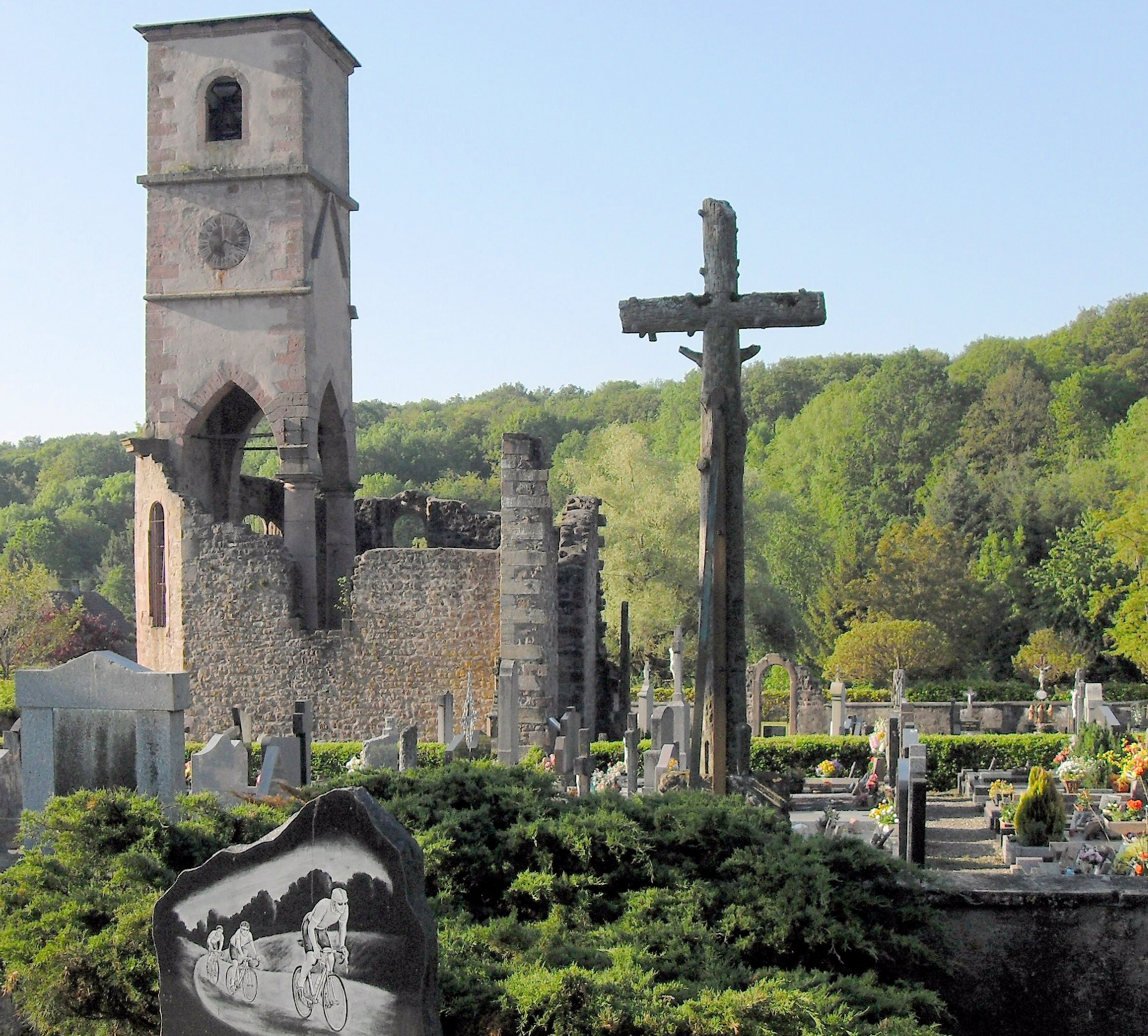
Ruines de l'ancienne église de Saint-Blaise.
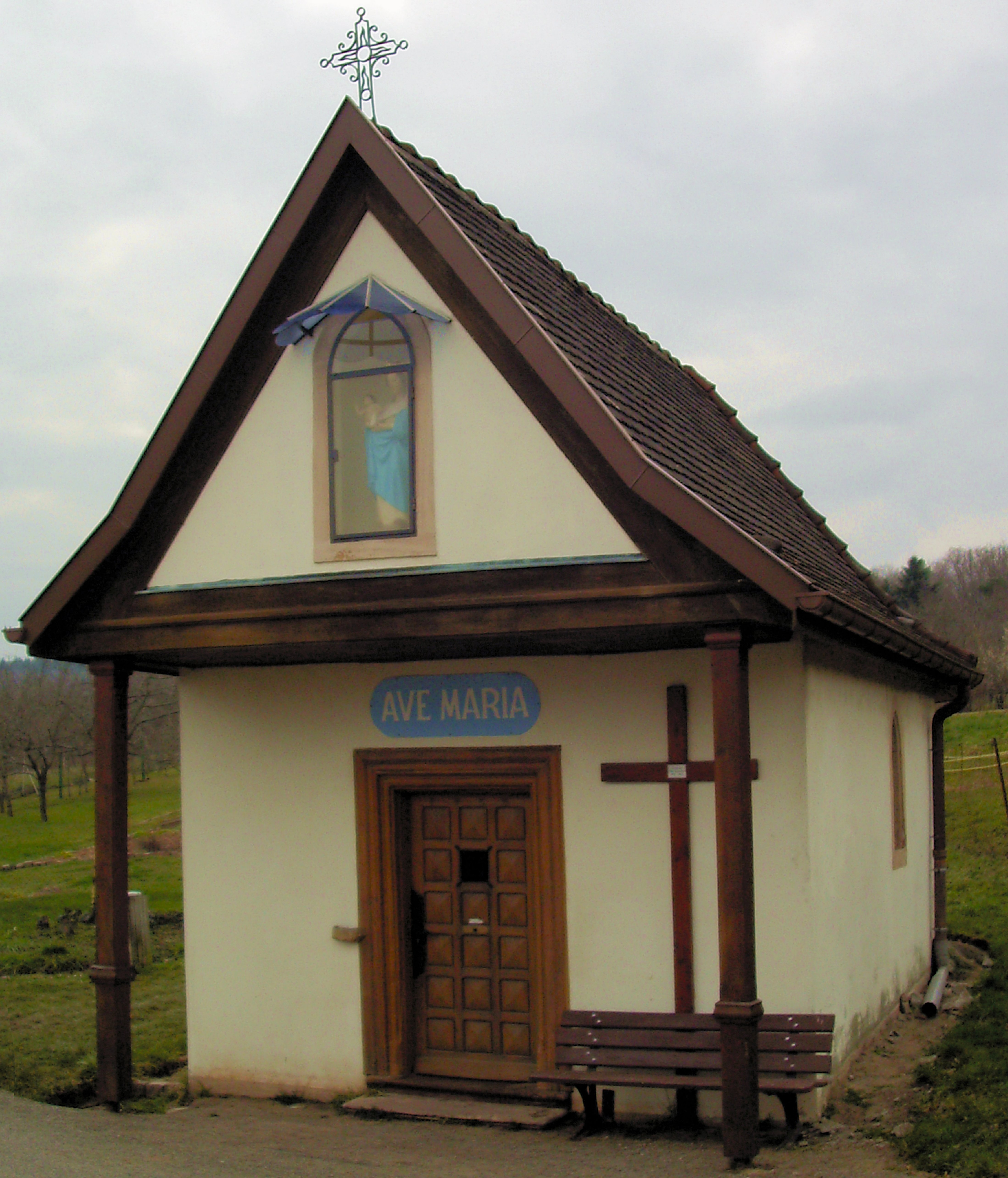
Chapelle Notre-Dame.

#### Chapelle de Notre-Dame de la Heiden
Sur la carte Cassini, cette chapelle est connue sous le nom de Notre Dame sur la Haite. La date exacte de sa construction n'est pas connue. Un inventaire de l'abbaye d'Oelenberg daté de 1666 signale cette chapelle. L'édifice est de taille modeste et est de forme rectangulaire terminée par une abside semi-circulaire. Pendant la Révolution, la chapelle fait l'objet de menaces car des prêtres réfractaires y célébraient la messe en dépit de l'interdit des autorités de l'époque. Finalement, la chapelle ne sera pas détruite. La commune ayant préféré à l'époque, pour préserver cette antique chapelle, la céder pour servir d'abri au garde-champêtre de la commune.

#### Autres sites et monuments
- Monuments commémoratifs[34].
- Fontaine de 1624 et 1754[35].
- Bornes du XVIIIe siècle[36].
- Abbaye de Leimbach, monument historique.

### Héraldique
| Blason de Leimbach | Les armes de Leimbach se blasonnent ainsi : « D'or au portail roman d'église de gueules maçonné de sable brochant sur une crosse de gueules en pal, au coucou au naturel posé sur le fut de la crosse. » |

Les armoiries ont été créées en 1980. Le portail rappelle l'ancienne église détruite pendant la guerre 1914-1918. La crosse est en relation avec l'appartenance au couvent d'Oelenberg.